# Брайнин, Яков Маркович
Я́ков Ма́ркович Бра́йнин (укр. Яків Маркович Брайнін; 14 сентября 1899, Николаев, Херсонская губерния, Российская империя — 18 февраля 1976, Киев, Киевская область, УССР, СССР) — советский учёный-правовед, доктор юридических наук (1964), профессор (1965).

## Биография
Родился 14 сентября 1899 года в городе Николаеве.
С 1930-х годов (по другим данным, с 1920 года) работал в органах юстиции, совмещая службу с научно-педагогической деятельностью. В 1940 году окончил юридический факультет Киевского университета.
С 1946 года преподавал на юридическом факультете Киевского университета. В 1947 году защитил кандидатскую диссертацию на тему: «Аналогия и расширительное толкование в иностранном и советском криминальном праве». В 1963 году защитил докторскую диссертацию на тему: «Основание уголовной ответственности и важнейшие вопросы учения о составе преступления в советском уголовном праве». С 1965 года — профессор кафедры уголовного права. Преподавал общую часть советского уголовного права и уголовного права зарубежных стран (на международном факультете). На факультете руководил секцией права научного студенческого общества Киевского университета и кружком уголовного права.
Умер в Киеве 18 февраля 1976 года. Похоронен на Байковом кладбище (старая часть).

## Научная деятельность
Разрабатывал общетеоретические вопросы уголовного права, в частности уголовной ответственности, состава преступления, применения уголовного закона. Исследовал историю советского и зарубежного уголовного права.
Автор около 60 научных работ. Основные работы:
- «Принципи застосування покарання за радянським кримінальним правом» (1953);
- «Кримінальна відповідальність та її підстави в радянському кримінальному праві» (1963);
- «Основні питання загального вчення про склад злочину» (1964);
- «Кримінальний закон і його застосування» 1967);
- «Джерела кримінального права капіталістичних держав» (1970).